# Metrostation Pachaiyappa’s College

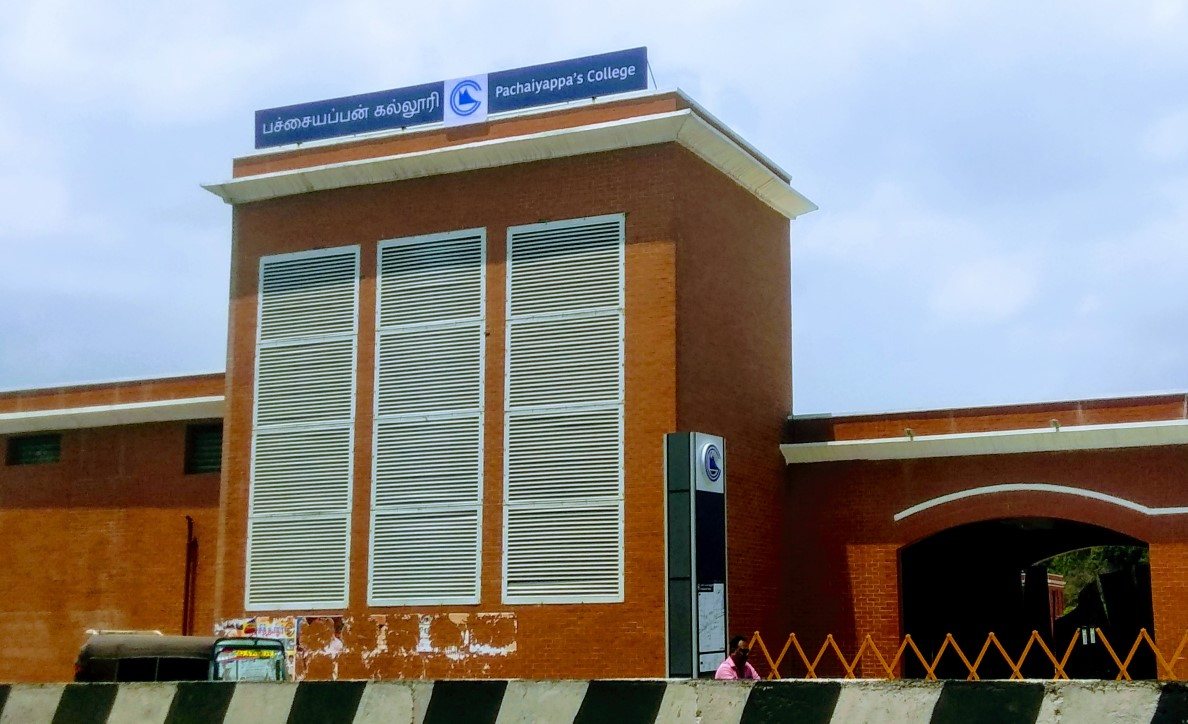
Metrostation Pachaiyappa’s College

Die Metrostation Pachaiyappa’s College (Tamil: பச்சையப்பன் கல்லூரி) ist ein unterirdischer U-Bahnhof der Metro Chennai. Er wird von der Grünen Linie bedient.
Die Metrostation Pachaiyappa’s College befindet sich an der Straße E. V. R. Periyar Salai (Poonamallee High Road) an der Grenze der Stadtteile Shenoy Nagar und Chetpet. In unmittelbarer Nachbarschaft befinden sich zwei traditionsreiche Bildungseinrichtungen: das namensgebende Pachaiyappa’s College sowie die St. George’s Anglo-Indian Higher Secondary School. Damit sie sich in die umgebende alte Architektur eingliedern, sind die Zugangsbauwerke der Metrostation Pachaiyappa’s College im historisierenden Stil gestaltet und mit roten Terrakotta-Fliesen verkleidet. Die Metrostation besitzt einen Mittelbahnsteig mit Bahnsteigtüren. Sie wurde am 14. Mai 2017 eröffnet.